# 湯布院町塚原
湯布院町塚原（ゆふいんちょうつかはら）とは、大分県由布市内の大字。郵便番号は879-5101。

## 地理
由布市の北部、鶴見岳・伽藍岳・由布岳の北方に位置する、塚原高原を領域とする。地区の一部が阿蘇くじゅう国立公園に含まれる。中央部を大分自動車道が通過している。
多くは牧草地帯であり酪農地として知られているが、開発が及んでいないため、自然が残されている。「日本で最も美しい村」連合に「塚原地区」として登録されている。
湯布院町川上と接し、他市町とは宇佐市安心院町、別府市（天間、南畑、鶴見、東山）と接する。

## 歴史
- 1889年4月1日 - 町村制の施行により、北由布村が発足。（速見郡北由布村）
- 1936年4月1日 - 北由布村・南由布村が合併し、由布院村が成立。（速見郡由布院村）
- 1947年1月1日 -  町制施行により速見郡由布院町が成立。（速見郡由布院町）
- 1950年1月1日 - 由布院町が速見郡から大分郡に所属変更。（大分郡由布院町）
- 1955年1月1日 - 由布院町と湯平村が合併し、湯布院町が成立。（大分郡湯布院町大字塚原）
- 2005年10月1日 - 挾間町・庄内町・湯布院町で新設合併、市政施行で由布市が成立。大字表記および、小字、番地の「の」が廃止される。（由布市湯布院町塚原）[3]。

## 小・中学校の学区
市立小・中学校に通う場合、学区は以下の通りとなる。
| 町名         | 小学校             | 中学校               |
| ------------ | ------------------ | -------------------- |
| 湯布院町塚原 | 由布市立塚原小学校 | 由布市立湯布院中学校 |

## 交通

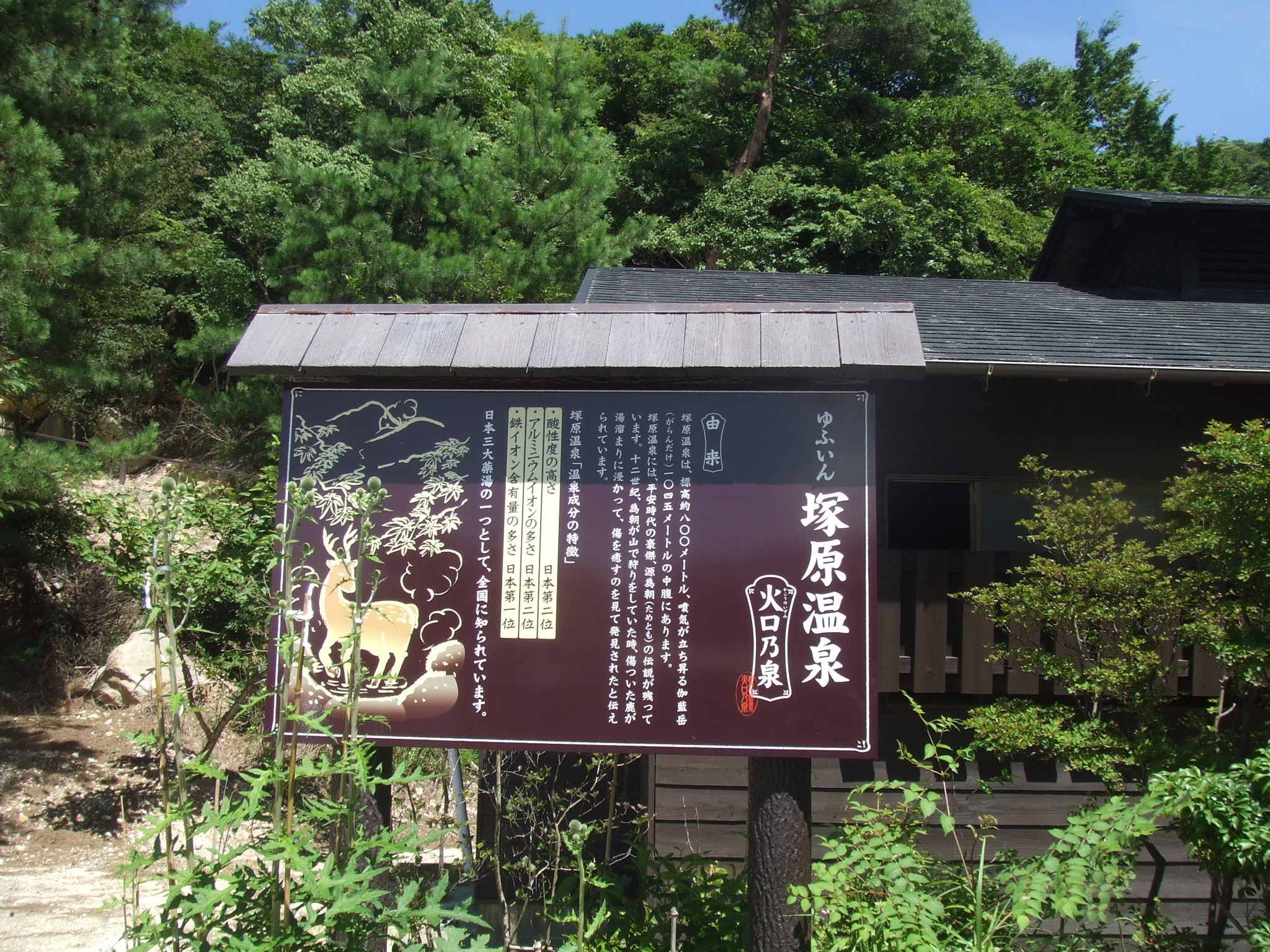
塚原温泉

### バス
かつては、亀の井バスが営業していたが、由布市が運営するコミュニティバスに転換している。

### 道路
- 大分自動車道由布岳パーキングエリア、スマートインターチェンジ
- 大分県道616号塚原天間線
- 大分県道617号鳥越湯布院線

## 施設
- 塚原温泉
- 由布市立塚原小学校